# Namsadang
Le namsadang (prononcé en coréen : [nam.sa.daŋ]) est une troupe itinérante coréenne composée d'artistes masculins qui présentent divers arts du spectacle tels que l'acrobatie, le chant, la danse et le jeu. Ces troupes s'apparentent à un cirque .  Le namsadang se forma spontanément avant 1900 pendant la dynastie Joseon , et voyage, s'arrêtant sur les places du marché et dans les villages. Avec les Cheonmin (membres vulgaires de basses classes) ou les Baekjeong (bouchers), les membres de ces troupes sont en bas de l'échelle sociale, de sorte que peu de documents historiques à leur sujet nous sont parvenus. Cependant, on sait qu'un spectacle de marionnettes  fut présenté pendant la période Silla (57 avant notre ère - 935 CE), on suppose donc que des types similaires de compagnies itinérantes sont apparus dans l'histoire coréenne il y a longtemps . 
À la fin de la dynastie Joseon, il existait plusieurs namsadang, mais celui dont la base était située dans le temple Cheongryongsa (청룡사) à Anseong, dans la province du Gyeonggi était le plus célèbre,.  Son nom provient de « nam » (남,男) qui signifie homme en coréen, car ces troupes n'étaient constituées que d'hommes. Plus tard, quelques membres féminins furent acceptés. 
Les six numéros que la troupe exécute sont  appelées Namsadang nori (남사당놀이), ce qui signifie littéralement nori (놀이) interprété par namsadang . Nori se réfère au jeu ou au spectacle en coréen. Le namsadang nori comprend le pungmul nori (풍물, danse coréenne du chapeau tournant), le beona nori (버나놀이, cerceaux et plats qui tournent ), le salpan (살판, tumbling ), l'eoreum (어름, danse sur la corde raide ), deotboegi (덧뵈기, danse masquée théâtrale) et deolmi (덜미, théâtre de marionnettes ). Les six nori sont associés les uns aux autres et intègrent diverses activités telles que la musique, les exploits, l'acrobatie, les cascades, le théâtre, la danse et la danse des masques. À l'origine, dix numéros constituaient la liste du Namsadang-nori mais seuls six nous sont parvenus . 
Le 7 décembre 1964, le gouvernement sud-coréen désigne le deolmi (théâtre de marionnettes) comme bien culturel immatériel. Le 1er août 1988, les six numéros de Namsadang nori sont incluses en tant que biens culturels immatériels importants. En 2009, l'UNESCO inclut le Namsadang nori dans la liste représentative du patrimoine culturel immatériel de l'humanité. Cet élément est alors rattaché à la Corée du Sud.

## Organisation de la troupe
Le Namsadang est souvent composé de quarante à cinquante membres de tous âges. Le chef du groupe s'appelle kkokdusoe (꼭두쇠, prononcé en coréen : [k͈okt͈usʰwe] )  et le commandant en second s'appelle golbaengisoe (골뱅이쇠 [kolbɛŋiːsʰwe] ). En dessous de la hiérarchie se trouvent tteunsoe (뜬쇠 [t͈ɯːnsʰwe] ), gayeol (가열 [kajʌl] ), ppiri (삐리 [p͈iɾi] ), jeoseungpae (저승패 [tɕʌsʰɯŋpʰɛ] ) et deungjimkkun (등짐꾼 [tɯŋdʑimk͈un] ). Le Tteunsoe est le chef de chaque représentation ou interprète senior et le gayeol est un interprète. Le Ppiri est apprenti. Enfin, jeoseungpae désigne les personnes âgées et deungjimkkun, les porteurs,. 
La troupe connaît une discipline stricte. Du fait du bas statut social de ses membres, et du mépris de la société, les membres étaient recrutés parmi les orphelins, les enfants pauvres de fermiers. Le recrutement peut se faire par un enlèvement. Ils étaient peu payés, et se voyaient offrir le lit, le couvert et remettre un peu d'argent. La vie qu'ils menaient était difficile,. 
La troupe peut avoir fonctionné comme une communauté homosexuelle. Certains membre prenaient le rôle de Sutdongmo, l'homme viril, ou de  Yodongmo, l'homme efféminé ,. 

## Namsadang nori
Le yeonhui (연희, 演戱) ou les représentations de Namsadang n'a pas lieu dans un théâtre, mais à même le sol. Lorsque les namsadang trouvaient un village, ils devaient obtenir une autorisation du chef du village afin de présenter leur spectacle. Les membres du namsadang exécutent les six nori dans la plus grande cour du village. La séquence de six nori est la suivante. 

### Pungmul nori

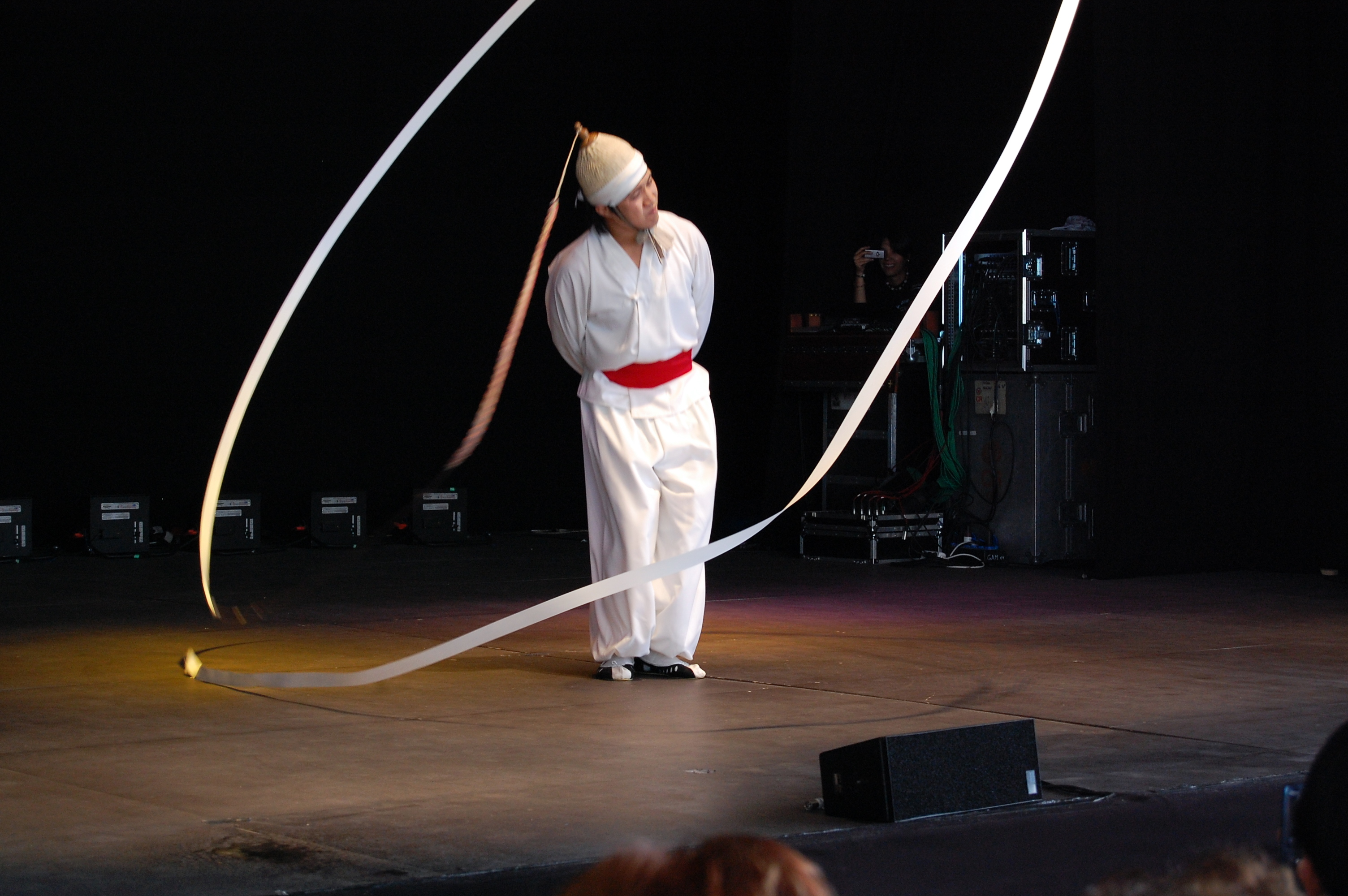
Sangmo nori

Pungmul nori (풍물놀이) est la première représentation de namsadang nori, combinée avec de la musique, de la danse, du sangmo nori (상모놀이, performance de chapeau de banderole) et diverses autres activités. Les instruments de musique Pungmul comprennent quatre instruments à percussion tels que le jing (gong), le kkwaenggwari (un autre type de gong), le buk (tambour), le janggu (tambour à deux têtes) et plusieurs sogo (tabors) et nallari/ Taepyeongso (double anche) . La musique jouée par les quatre instruments de pungmul (c'est-à-dire jing, kkwaenggwari, buk, janggu ) est appelée samul nori (jeu à quatre morceaux).

### Beona-nori
Le Beaona nori (버나놀이) est une performance avec beona. Il peut s'agir d'un plat, d'une bassine ou d'un cadre de tamis. Les artistes font tourner et lancent le beona en l'air à l'aide d'une pipe à tabac ou d'un long bâton de bois. Ce numéro s'exécute en discutant avec un clown appelé maehossi (매호씨) ou sorikkun (소리꾼), et en plaisantant. 

### Salpan
Le mot salpan (살판) est issu du dicton selon lequel « si tu fais bien, tu seras vivant (salpan), et si tu ne le fais pas, tu seras mort » (jookeulpan). Un synonyme en est ttangjaeju (땅재주), signifiant littéralement les talents du terrain. L'interprète exécute divers exploits acrobatiques appelés "gondu" (곤두) tout en échangeant des plaisanteries humoristiques avec un maehossi (clown). 

### Eoreum

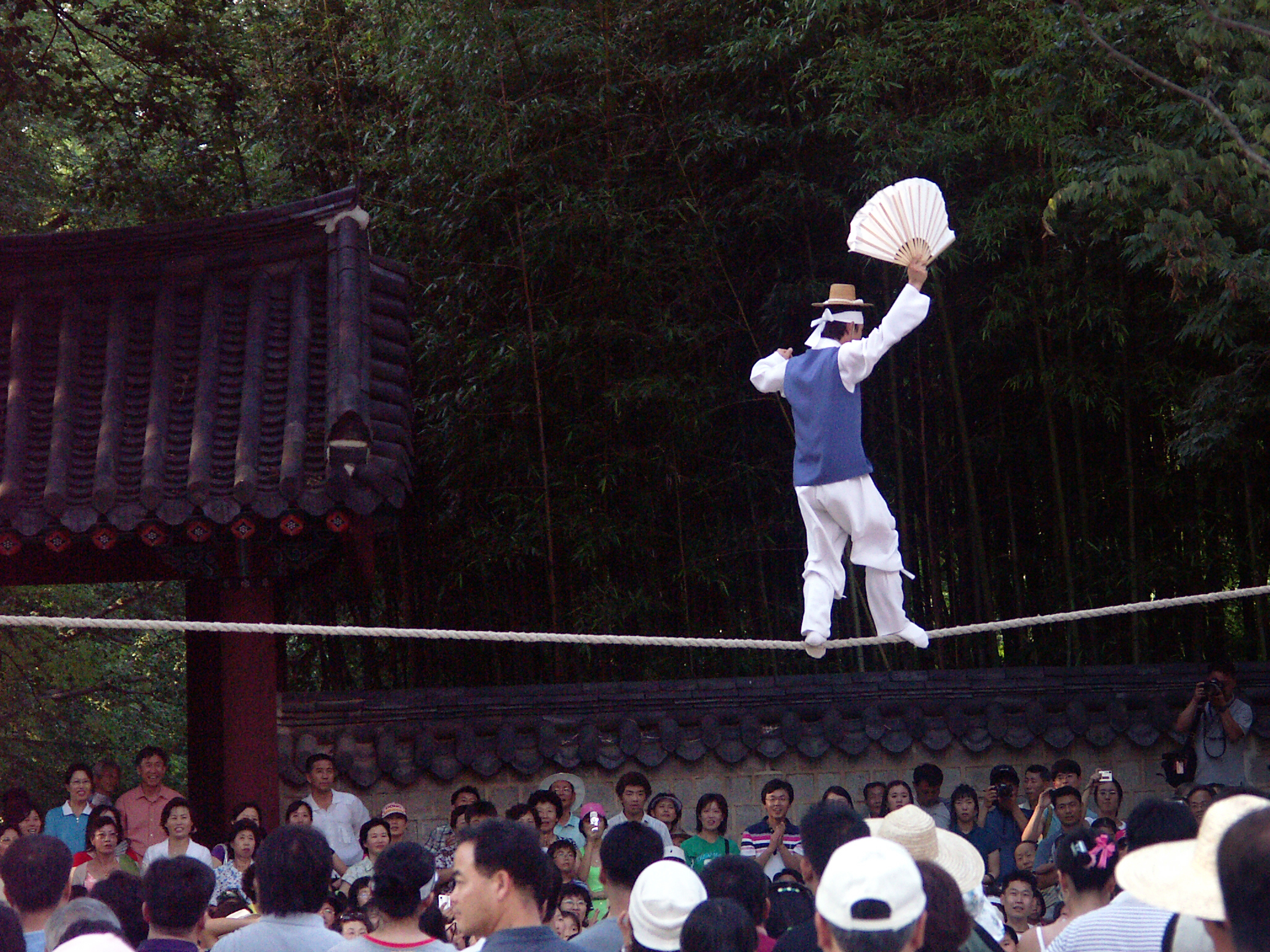
Danse sur la corde raide par un membre de namsadang, appelée eoreum ou jultagi

Eoreum (어름) ou jultagi (줄타기) est la danse sur la corde raide. On l'appelle "eoreum" car le nori est aussi difficile qu'une marche sur de la glace fine (eoreum signifie "glace fine" en coréen). L'interprète ou eoreum-sani danse, chante et fait des acrobaties aériennes sur la corde qui est solidement attachée à 3 mètres du sol. L'interprète échange aussi des discussions humoristiques avec un maehossi au sol et toute sa performance est accompagnée d'un rythme spécial joué par un tambour . 

### Deotboegi
Deotboegi (덧뵈기) signifie "Voir avec le masque".  Elle contient également une satire acerbe sur la société et le yangban ou la classe noble de la dynastie Joseon.

### Deolmi

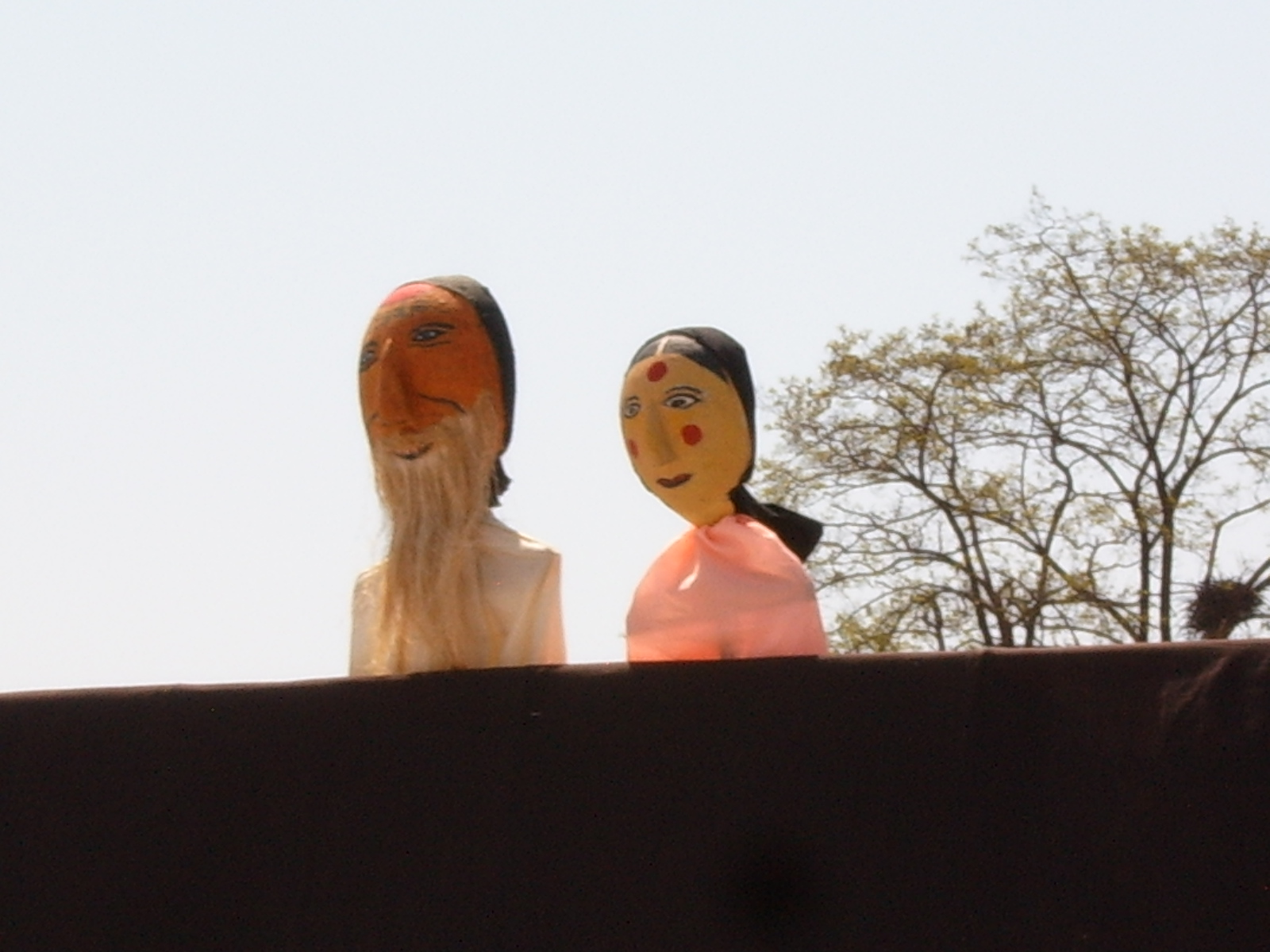
Marionnettes utilisées pour deolmi

Deolmi (덜미) ou le jeu de marionnettes est pratiqué en dernier. Il se nomme aussi « kkokdugaksi noreum» (꼭두각시놀음), qui comprend les mots  kkokdu (marionnette), gaksi (jeune fille) et noreum ( nori, performance). De plus, la marionnette est appelée « bakcheomji noreum » (박첨지놀음) et « hongdongji nori » (홍동지놀이), qui portent toutes le nom des personnages principaux de la pièce . En Corée, les spectacles de marionnettes sont apparus pour la première fois au début de la dynastie Silla (57 avant notre ère – 935 après notre ère). Le deolmi est le seul spectacle de marionnettes qui nous soit parvenu par transmission générationnelle. Son histoire principale concerne la résistance contre la classe aristocratique dominante et fait la satire des prêtres bouddhistes corrompus. La pièce séduit ainsi les membres des basses classes  et le public pauvre, ce qui explique peut-être sa popularité, et finalement pourquoi elle a survécu à tant d'années. Il fut désigné comme bien culturel immatériel important avant les autres parties du namsadang nori ,.
Environ quarante marionnettes et dix accessoires sont utilisés .

## Baudeogi
La personnalité la plus célèbre  de l'histoire du namsadang est probablement Baudeogi . Son vrai nom est Kim Amdeok (김암덕). Fille d'un paysan pauvre, elle rejoint la troupe à l'âge de 5 ans en 1853. Elle pouvait réaliser les six numéros. Lorsque Baudeogi avait 15 ans, elle fut élue à l'unanimité comme kkokdusoe (chef de troupe) par les membres de la troupe. En raison de son genre féminin et de sa jeunesse, il est inhabituel de lui avoir conféré ce rôle. En 1865, sous Heungseon Daewongun, la régence fit se produire la troupe à la Cour . Remportant le succès, ils se virent offrir un bouton de bandeau en jade. À cette époque, seuls les hauts fonctionnaires pouvaient posséder et sa renommée s'est étendue depuis lors dans tout le pays. Baudeogi est considéré comme premier artiste populaire de Corée . Le festival local d'Anseong est appelé "Festival Baudeogi" en son honneur. Il se tient chaque année à Anseong en octobre.

## Signification culturelle
Le namsadang nori voit le jour spontanément et se  produit pour les pauvres agriculteurs, le peuple, les commerçants et d'autres personnes de la classe moyenne et de la classe inférieure. Il fonctionne comme consolation pour le public et acquiert une grande popularité parmi la population en général. Et bien qu'il ne soit pas aussi raffiné que d'autres styles musicaux coréens (c'est-à-dire Dodeuri) et des danses (Kommu, danse de l'épée) pour la classe noble, il peut être considéré comme une performance destinée à transmettre des émotions.

## Restauration
Ce type de troupe est rétablie à Anseong, berceau de l'ancien namsadang, afin de préserver son patrimoine culturel. La nouvelle troupe se produit régulièrement . 